# Alienígenas sigilosos y ruidosos
El concepto de alienígenas sigilosos y ruidosos o extraterrestres discretos e indiscretos se utiliza en el modelado de hipótesis para la prevalencia de la inteligencia extraterrestre, particularmente en el contexto de la paradoja de Fermi. Unos hipotéticos alienígenas "escandalosos" extenderían su esfera de influencia rápidamente de una manera altamente detectable; mientras que unos hipotéticos alienígenas "sigilosos" serían difíciles o imposibles de detectar. Un caso especial de civilizaciones alienígenas ruidosas son los "extraterrestres acaparadores" que también inhibirían el desarrollo de otras civilizaciones tecnológicas en su esfera de influencia.